# Stazione di Riace
Stazione di Riace vasútállomás Olaszországban, Riace településen.

## Vasútvonalak
Az állomást az alábbi vasútvonalak érintik:
- Jonica-vasútvonal

## Kapcsolódó állomások
A vasútállomáshoz az alábbi állomások vannak a legközelebb:
- Stazione di Caulonia
- Stazione di Monasterace-Stilo